# 薬袋義一

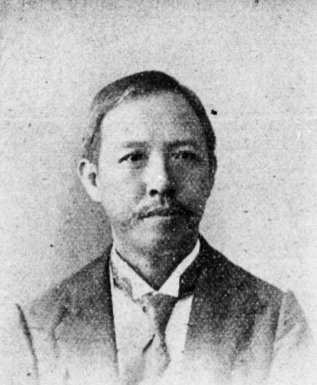
薬袋義一

薬袋 義一（みない ぎいち、1855年2月4日（安政元年12月18日）- 1903年（明治36年）2月10日）は、日本の政治家。衆議院議員（国民協会→立憲政友会）。

## 経歴
甲斐国巨摩郡竜王村（現在の山梨県甲斐市）の丹沢家に生まれ、八代郡大塚村（現在の西八代郡市川三郷町）の薬袋義道の養子となった。1877年（明治10年）、区長となり、1880年（明治13年）には山梨県会議員に選出された。
山梨県において県令・藤村紫朗の主導する県政に対して自由民権運動が展開される。薬袋は新聞社・峡中新報社を立ち上げ社長に就任し、『峡中新報』において反藤村県政を展開した。さらに峡中立憲党の結成に加わり、常議員となった。
1884年（明治17年）、北都留郡長に任命され、翌年からは南都留郡長も兼任し、1890年（明治23年）に南都留郡長専任となった。
1892年（明治25年）、第2回衆議院議員総選挙に出馬し、当選。合計で3回当選を果たした。
その他に東京商品取引所理事も務めた。